# Renate Krügerová
Renate Krüger(ová) (23. července 1934, Spremberg, Dolní Lužice – 27. května 2016, Schwerin) byla německá historička umění, novinářka a spisovatelka.

## Život
Renate Krügerovou velmi ovlivnily události druhé světové války a následná porážka Německa. Roku 1954 začala studovat dějiny umění a klasickou archeologii na Univerzitě v Rostocku. Často se dostávala do konfrontace s totalitním režimem v bývalé Německé demokratické republice, včetně vyloučení ze studia. Roku 1958 proto pracovala ve státním muzeu ve Schwerinu, ale toto zaměstnání z politických důvodů ztratila. Roku 1966 se jí podařilo získat titul doktora filozofie na univerzitě v Greifswaldu.
Po krátkém zaměstnání ve schwerinském Institutu pro památkovou péči se stala novinářkou a spisovatelkou na volné noze. Je autorkou románů, esejů, knih literatury faktu a próz z výtvarného prostředí. Její díla byla přeložena do maďarštiny, rumunštiny, estonštiny, češtiny a japonštiny.
Po znovusjednocení Německa roku 1990 pracovala v sekretariátu prezidenta zemského sněmu Meklenburska-Předního Pomořanska a podílela se tak na vzniku parlamentní demokracie v této spolkové zemi. Zabývala se také postavením katolické církve v bývalé Sovětské okupační zóně Německa a v NDR. Žila a zemřela ve Schwerinu.

## Dílo

### Odborné knihy a literatura faktu
- Die Kunst der Synagoge (1966, Umění synagogy).
- Kleine Welt in Elfenbein (1967, Malý svět ve slonovině).
- Ludwigslust (1970, kulturně historická studie.
- Das Zeitalter der Empfindsamkeit (1972, Doba sentimentalismu), umění a kultura konce 18. století v Německu.
- Die Denkmale des Kreises Greifswald' (1973, Umělecké památky Greifswaldu a okolí).
- Altdeutsche Tafelmalerei (1974, Staré německé deskové malířství).
- Biedermeier. Eine Lebenshaltung zwischen 1815 und 1845 (1979).
- Doberaner Maßwerk (1989), literární reportáže.
- Das Schweriner Schloss. (1997), Zámek Schwerin).
- Spurensuche in Mecklenburg (1999, Hledání stop v Mecklenbursku).
- Aufbruch aus Mecklenburg (2000), Gertrud von Le Fort a její svět, biografie německé spisovatelky křesťanské literatury.
- Behütetes Feuer (2003), eseje, básně a dopisy od Marie Jochumové, manželky slavného německého dirigenta Eugena Jochuma (společně s Elisabeth Prégardierovou.
- Gertrud von le Fort – Heimat im Norden (2006, Gertrud von Le Fort – Domov na severu), společně s Elisabeth Prégardierovou.
- Mecklenburg. Wege eines Landes. (2007).

### Próza
- Licht auf dunklem Grund (1967, Světlo na tmavém pozadí), román o životě nizozemského malíře Rembrandta.
- Der Tanz von Avignon (1969, Tanec z Avignonu), román o životě německého renesančního malíře Hanse Holbeina mladšího.
- Kaiser, Mönche und Ikonen (1969, Císař, mniši a ikony), historický román z období ikonoklasmu v Byzanci.
- Das Kloster am Ilmensee (1972, Klášter na Ilmeňském jezeře), povídka z druhé světové války o záchraně vzácných novgorodských ikon před fašisty.
- Nürnberger Tand (1974, Norimberské cetky), historický román z Norimberka z roku 1525 v období Německé selské války.
- Malt, Hände, malt (1975), román o životě německého renesančního malíře Lucase Cranacha staršího.
- Jenseits von Ninive (1975), román, ve kterém se žena seznamuje s fiktivním životopisem svého na rakovinu zemřelého manžela.
- Aus Morgen und Abend der Tag (1977), literární biografie německého raně romantického malíře Philippa Otto Rungeho.
- Wolfgang Amadés Erben (1979, Dědicové Wolfganga Amadea), román.
- Niels Stensens Schweriner Advent (1979), povídka o dánském přírodovědci Nielsovi Stensenovi, který zemřel ve Schwerinu.
- Geisterstunde in Sanssouci (1980, Hodina duchů v Sanssouci), povídka o německém malíři Adolphovi Menzelovi.
- Türme am Horizont (1982, Věže na obzoru), román, jehož hrdinou je Lübecký pozdně středověký malíř Bernt Notke.
- Das Männleinlaufen (1983, česky jako Dobrodružství pernikářského tovaryše), dobrodružný příběh pro děti a mládež z Norimberka v době začínající Německé selské války.
- Des Königs Musikant (1985, Králův hudebník), životní příběh Carlova Philippa Emanuela Bacha.
- Aufbruch unter Diktaturen (1996), autobiografie,
- Tanz in der Schlinge (1997), autobiografie.
- Die stumme Braut (2001, Němá nevěsta), povídka odehrávající se v Meklenbursku roku 1492, kdy bylo dvacet sedm členů tamější židovské obce obviněno ze znesvěcení hostie a upáleno.
- Rembrandts Nachbarn (2001, Rembrandtovi sousedé), román.
- Paradiesgärtlein. Ein Tagebuch. (2008, Malá rajská zahrada), deník.
- Herbst des Lebens. Betrachtungen über das Alter. (2011, Podzim života. Poznámky o stáří), esej.
- Clownschule (2011, Škola klaunů), román ze současnosti.

## Česká vydání
- Dobrodružství pernikářského tovaryše, Albatros, Praha 1989, přeložila Hana Žantovská.